# Chicago Electric Motor Car Company
Chicago Electric Motor Car Company war ein US-amerikanischer Hersteller von Automobilen.

## Unternehmensgeschichte
Mehrere Personen, die vorher bei der Woods Motor Vehicle Company tätig waren, gründeten 1912 das Unternehmen in Chicago in Illinois. Frederick J. Newman (1878–1914) war Präsident, C. J. Blakeslee Chefingenieur und Penrose Reed Verkaufsleiter. Sie begannen mit der Produktion von Automobilen. Der Markenname lautete Chicago, evtl. mit dem Zusatz Electric. 1916 endete die Produktion.
Personen von der Detroit Electric Car Company übernahmen das Unternehmen.
Es gab keine Verbindungen zu den anderen Herstellern von Kraftfahrzeugen der Marken Chicago und Chicago Electric: Chicago Motor Vehicle Company, Chicago Motocycle Company, Chicago Automobile Manufacturing Company und Chicago Electric Vehicle Company.

## Fahrzeuge
Im Angebot standen Elektroautos. Elektromotoren trieben über eine Kardanwelle die Hinterachse an.
1913 gab es zwei Modelle. Der No. 131 hatte 244 cm Radstand. Sein Aufbau wurde als Front-Drive Brougham bezeichnet und war ein Brougham, bei dem der Fahrer vorne saß. Der No. 132 hatte ein längeres Fahrgestell mit 264 cm Radstand. Im Rear-Drive Brougham saß der Fahrer hinten. Diese Sitzanordnung war damals bei Elektroautos nicht ungewöhnlich.
1914 folgten No. 141 und No. 142 ohne bekannte Veränderungen.
Von 1915 bis 1916 wurde die Nummerierung aufgegeben. Auf dem kurzen Fahrgestell gab es nun einen Rear-Drive Brougham und einen Cabriolet-Roadster. Eine Limousine, die Front-Drive Limousine genannt wurde, basierte auf dem langen Fahrgestell.
Ab 1916 gab es die Möglichkeit, die Fahrzeuge ohne Batterien zu kaufen und stattdessen die Batterien von der Rental Battery Company für eine monatliche Gebühr zu mieten. Diese Vermietgesellschaft wurde Ende 1916 aufgelöst.
Ein besonders geschmücktes Fahrzeug stand 1914 auf der Chicago Automobil Show. Dies war ein Geschenk von örtlichen Katholiken für Papst Pius X. Es ist allerdings unklar, ob dieses Fahrzeug im Vatikan ankam.

## Modellübersicht
| Jahr      | Modell  | Radstand (cm) | Aufbau                |
| --------- | ------- | ------------- | --------------------- |
| 1913      | No. 131 | 244           | Front-Drive Brougham  |
| 1913      | No. 132 | 264           | Rear-Drive Brougham   |
| 1914      | No. 141 | 244           | Front-Drive Brougham  |
| 1914      | No. 142 | 264           | Rear-Drive Brougham   |
| 1915–1916 |         | 244           | Rear-Drive Brougham   |
| 1915–1916 |         | 244           | Cabriolet-Roadster    |
| 1915–1916 |         | 264           | Front-Drive Limousine |